# Guerre di Musso
Le guerre di Musso furono due conflitti che ebbero come protagonista Gian Giacomo Medici, detto "il Medeghino", padrone del castello di Musso (sul lago di Como) dapprima come castellano del Duca di Milano  e poi come marchese. Questo castello si trovava sul confine con le Tre Leghe (Grigioni) che, sin dal 1512, occupavano il territorio dell'alto Lario, ossia le Tre Pievi (Dongo, Gravedona e Sorico) e Colico, e anche la Valtellina e le contee di Chiavenna e Bormio.
La prima guerra (1524-1526) vide il Medeghino combattere contro i Grigioni prestando fedelmente servizio al Duca di Milano, che lo ricompensò rendendo vitalizio il suo titolo di castellano di Musso; durante il conflitto egli si impadronì con un colpo di mano di Chiavenna, ma non riuscì a mantenerla, mentre si assicurò il controllo di altri territori, principalmente delle Tre Pievi. La pace segnò per i Grigioni la perdita dei territori occupati dal nemico.
Successivamente, il Medeghino agì in sostanza da signore indipendente, ottenendo l'investitura imperiale a marchese di Musso e conte di Lecco con piena giurisdizione, la facoltà di battere moneta e la trasmissione del titolo e delle prerogative.
Nella seconda guerra (1531-1532) il Medeghino si scontrò con un'alleanza tra i Grigioni e il Duca di Milano; egli conquistò Morbegno, salvo poi perderla assieme a Monguzzo, e si difese con successo negli assedi di Lecco e Musso. Un compromesso stabilì la restituzione al Duca di Milano di tutti i territori posseduti dal Medeghino in cambio della sua investitura a marchese di Marignano e a 35.000 scudi annui.

## Prima guerra di Musso
In questo contesto il Medeghino pensò bene di riallinearsi con il duca di Milano, cercando nel contempo di occupare quanti più territori possibili ai Grigioni.
Nell'aprile del 1524 il Medeghino occupò brevemente l'area delle Tre Pievi, ed impedì ai grigioni di utilizzare le vie d'acqua per congiungere i propri mercenari (guidati da Renzo di Ceri) all'esercito francese. Poco dopo tenta anche una incursione in Valtellina, da cui è respinto grazie al tempestivo intervento del famoso capitano della valle Giovanni Travers.
Dopo questo inizio promettente il duca decide di riaccogliere il Medeghino tra i suoi capitani (ufficialmente era fino a quel momento ricercato per un assassinio politico, forse avvenuto su ordine del Duca stesso), invia truppe da Como (comandate da Gerardo d'Arco) e lo riconosce castellano di Musso e signore di molte terre circumvicine. Nella notte tra l'8 e il 9 gennaio i soldati reclutati dal Medeghino, con un attacco a sorpresa nel quale sono coinvolti molti fuoriusciti valtellinesi, occuparono Chiavenna.
Dopo alcuni aspri combattimenti in val Bregaglia il Medeghino viene gravemente ferito (10 gennaio, la ferita alla base del pene lo rese impotente) e, venuto momentaneamente a mancare il comando, l'esercito Mussiano perde di coesione, favorendo una controffensiva grigiona. Il 21 gennaio Chiavenna è stretta d'assedio dalle tre leghe, il borgo si arrenderà poche settimane dopo, mentre la rocca resisterà molto a lungo.
Per sostenere l'assedio il Medeghino, ancora convalescente, fa preparare un attacco di diversione in Valtellina, che scatta il 2 o il 3 marzo 1525, coinvolgendo anche un buon numero di truppe ducali. Il Medeghino decide di fermarsi ad Olonio per restaurare il locale castello, mentre le sue truppe, ormai comandate da Gerardo D'Arco, si accampano e fortificano tra Dubino e Morbegno.
Questi fatti crearono però vivissimo allarme tra i militari e i politici grigioni, anche perché queste vittorie non erano state indolori dal punto di vista delle perdite, mentre la maggior parte dei migliori soldati retici si trovava a Pavia. Per tale ragione i Grigioni stabilirono di ritirare il loro contingente (ufficialmente di 6 000 uomini, ma probabilmente più vicino a 4 000 unità) dall'esercito francese. Queste truppe rientrano a marce forzate e contribuiscono di lì a poco (15 aprile) alla vittoria sul contingente di Gerardo D'Arco, che subisce più di 500 morti (battaglia di Dubino).
La diversione della Valtellina fu considerata, anche da molti dei contemporanei come il Lescun, una delle precondizioni per la sconfitta francese nella di poco successiva battaglia del parco di Pavia. La guerra entra così in una fase di stanca, con i soldati delle tre leghe incapaci di portare a termine alla svelta le operazioni di assedio e di ritornare nelle Tre Pievi; il Medeghino impegnato in fallimentari scaramucce per far giungere rifornimenti a Chiavenna, e manifestamente inferiore ai retici nelle battaglie in campo aperto.

## Il rapimento degli ambasciatori grigioni
Per tale ragione a settembre, una delegazione delle Tre Leghe, guidata da Johann Travers si recò a Milano per trattare la pace; il Duca (malato) non poté riceverla ma il cancelliere Girolamo Morone promise di aprire delle vere trattative per ridiscutere i confini tra le Leghe e il Ducato. Infatti già il 18 aprile i Grigioni, dopo la sconfitta francese di Pavia, avevano chiesto l'arbitrato imperiale sulla Valtellina e proposto una tregua generale di sei mesi
L'ambasciata grigiona era già sulla via del ritorno, quando (il 13 settembre 1525) viene rapita da navi armate del Medeghino è imprigionata nel castello di Musso. Il Medici chiede un riscatto di 22 000 scudi, malgrado sia il Duca che il Morone gli ordinino di liberare immediatamente gli ambasciatori.
Pochi giorni dopo, mentre i Grigioni iniziano a prepararsi ad un'altra guerra, avviene la scoperta della cosiddetta congiura Morone (una presunta macchinazione che vedeva il Ducato di Milano in procinto di tradire la Spagna e allearsi con la Francia), questo fatto cambia immediatamente tutti i rapporti di forza e le alleanze.
Al principio di novembre l'assedio di Chiavenna riprende con rinnovato vigore (utilizzando tutte l'artiglierie del castello di Mesocco), fino a quando, il 20 o nei giorni immediatamente successivi, le truppe che occupavano per conto del Medeghino la rocca non si arrendono a patti.
Questi patti di capitolazione non sono rispettati dai grigioni, che impiccano alcuni prigionieri, poiché valtellinesi e chiavennaschi e quindi considerati traditori e si offrono di scambiare gli altri con gli ambasciatori rapiti.
Le truppe delle Tre Leghe muovono quindi verso Olonio (che viene assediata) e le Tre Pievi, si trovano coinvolte in una guerra di imboscate, scaramucce, cecchini, e sottoposte al fuoco dell'artiglieria che il Medeghino ha montato sulla flotta lacuale.
Questo tipo di guerra mal si confaceva ai grigioni, abituati a risolvere le loro contese con battaglie campali e quadrati di picchieri.
Viene quindi proclamata il 10 febbraio 1526 una tregua di tre mesi, più volte rinnovata. La situazione internazionale contribuisce a stemperare gli animi, infatti in quel periodo sia il Medeghino, i retici sono alleati (anche se non dichiarati) sia del Re di Francia Francesco I che di Venezia; il Medeghino anzi è in ottimi rapporti con la confederazione svizzera, e sta svolgendo un ruolo di mediazione per reclutare mercenari a favore dell'esercito del Papa e di Venezia. Si stavano insomma creando le condizioni per la stipula della lega di Cognac (22 maggio 1526).

## Il trattato di pace
Nelle trattative si inserirono quindi anche gli ambasciatori di Francia e Venezia; fino a quando a Ala il 15 settembre 1526 non fu finalmente sottoscritto il trattato che poneva fine alla guerra tra le Tre Leghe e il castellano di Musso. Si noti che nella trattativa non fu minimamente coinvolto il Duca di Milano, ormai profugo dal suo stato, quasi interamente occupato dagli imperiali, contro i quali il Medeghino aveva già iniziato una nuova guerra.
Nel trattato di Ala il Medeghino ottenne 11 000 ducati in pagamento del riscatto richiesto per gli ambasciatori (5 500 dei quali corrisposti da Francia e Venezia), il controllo di tutto l'alto lago e dei territori a sud del lago di Mezzola, Olonio, e la grazia dei suoi seguaci sudditi delle Tre Leghe.
I Grigioni ottenevano l'abolizione di tutti i dazi che il Medeghino aveva aggiunto sulle merci in uscita dalla Valtellina, la consegna di due banditi, la promessa di non invadere più Valtellina e Val Chiavenna. Grossomodo la prima guerra di Musso terminava per l'esaurimento finanziario di ambedue i contendenti, per le pressioni diplomatiche della lega di Cognac, e per l'incapacità Grigiona di conquistare i castelli occupati dal de'Medici. Sia le Tre Leghe che il Medeghino avevano poi altri impegni militari più pressanti.
Fu però una vittoria per il castellano, che aveva ottenuto il primo nucleo di una sua signoria autonoma, e conquistato alcuni ricchi villaggi. Come conseguenza della guerra i Grigioni distrussero tutti i castelli di Val Chiavenna, Mesolcina (tra cui il celebre castello di Mesocco, già appartenuto a Gio. Giacomo Trivulzio), Valtellina, Val Bregaglia e dintorni, poiché ci si rendeva conto che se queste fortezze fossero state conquistate dal nemico non sarebbe stato possibile liberarle.
Inoltre alla dieta di Ala non fu solo stipulato un trattato di pace con il Medeghino ma fu ridiscusso il patto federativo tra le Leghe per ottenere una politica estera e di difesa più armonica e unitaria.

## La seconda guerra di Musso
Nel 1531 il Medeghino era oramai divenuto un signore territoriale indipendente; con il titolo di marchese di Musso e conte di Lecco, dominava su buona parte del Lario, e circa metà della Brianza, oltre che su Domodossola.
Il Duca di Milano Francesco II Sforza desiderava recuperare questi territori, ma usciva distrutto da una guerra durata ormai da 9 anni; così a partire dal 1530 (quando dopo il Congresso di Bologna era stato reintegrato nei suoi Stati da Carlo V) iniziò contemporaneamente a trattare con il Medeghino e a cercare tra gli svizzeri e i grigioni degli alleati con cui sbarazzarsi di lui.
Si tenga presente che i Grigioni avevano aderito alla riforma protestante sin dal 1525, mentre la confederazione svizzera era divisa al suo interno, ed era già stata combattuta una guerra confessionale (la prima guerra di Kappel, 1529) in cui i cantoni cattolici erano stati aiutati dal Medeghino. Inoltre il Medici poteva contare su numerosi amici sia nella confederazione, sia nelle Tre Leghe perché vi aveva reclutato numerosi mercenari sin dal 1525, e, assieme a suo fratello (Gio. Angelo Medici, poi papa Pio IV), aveva più volte congiurato con i grigioni rimasti cattolici (congiura dell'abate Schlegel).
Nella notte tra il 2 e il 3 marzo 1531 l'ambasciatore grigione di ritorno da Milano, il mesolcino Martino Bovellini, veniva sorpreso da soldati del Marchese di Musso presso Cantù. Nel corso di una colluttazione veniva ucciso assieme al figlio e (forse) ad alcune persone del suo seguito. I soldati Mussiani erano sulle sue tracce per trovare delle prove di un complotto offensivo ordito dalle Tre Leghe e dal Duca contro di lui.

### La guerra
Pochi giorni dopo, mentre la notizia andava ancora diffondendosi, il Medeghino si autoproclamò crociato e attaccò la Valtellina; reclutando per l'occasione anche un migliaio di soldati spagnoli rimasti senza impiego e alcuni lanzichenecchi del cognato (Marcus Sittikus von Hohenems).
Alcune incursioni mussiane si spinsero fino quasi alle porte di Sondrio, ma il grosso dell'esercito del marchese, dopo aver occupato Morbegno (13 marzo 1531), si scontrò alcune volte con le truppe comandate da Diotegano Salis (Dietegen de Salis, per altro reclutato come capitano mercenario dal Medeghino nel 1527 e nel 1528).
In particolar modo la battaglia di Morbegno (23 marzo) fu disastrosa per i grigioni, che vi persero tre i 300 e i 500 uomini, oltre a 3 capitani e almeno 2 alfieri, (senza contare i feriti), i mussiani invece vi persero solo 2-3 soldati e un alfiere. La massiccia disparità di perdite è dovuta al fatto che i grigioni attaccarono disposti a quadrato una fortificazione campale, dietro la quale era stata nascosta numerosa artiglieria leggera (che tra l'altro sparò anche a mitraglia, una tattica all'epoca poco conosciuta) e, mentre si fermavano per reiterare l'assalto, si resero conto che la chiesa di San Antonio (ora alle loro spalle) era stata trasformata in una casamatta da cui proveniva un preciso fuoco di moschetteria e artiglieria; i grigioni furono quindi sorpresi da un intensissimo fuoco incrociato a cui non sapevano rispondere.
Una delle cause dell'inferiorità dei grigioni fu proprio la presenza dei moschetti, un'arma per l'epoca modernissima (le prime citazioni del moschetto risalgono al 1528), con una gittata, una precisione ed una potenza molto superiori a quella dagli archibugi.
Nell'esercito mussiano si distinsero particolarmente i capitani Gabrio De Medici (fratello del Medeghino), Nicola Pellicione, Aloisio Borsieri, e lo spagnolo Elvera.
I Grigioni però si aspettavano l'inizio della guerra a breve già da alcuni mesi, subito dopo la battaglia il loro contingente nella valle crebbe da 6000 a 12000 uomini, e iniziò a disporsi per isolare ed assediare i circa 1200 soldati e 4000 uomini delle cerne paesane che il Medeghino aveva reclutato. Inoltre al principio di aprile l'imperatore, pur dichiarandosi neutrale, si schierò diplomaticamente dalla parte dei grigioni protestanti, impedendo il passaggio dei 2000 lanzichenecchi già reclutati (e pagati) dal Medeghino verso il fronte.
Contemporaneamente si tenne a Baden un'assemblea federale, in cui i cantoni protestanti e misti (in disaccordo anche su questo con quelli esclusivamente cattolici) decisero di intervenire al fianco dei grigioni. Circa 4900 fanti scelti si mossero verso il marchesato di Musso, per colpirlo sul fianco attraverso la zona di Porlezza, provenivano dai cantoni di Zurigo, Berna, Glarona, Basilea, Sciaffusa, Appenzello, Friburgo, Soletta oltre che dalle città alleate di Costanza, Strasburgo e Turgovia.
Saputo di questi rinforzi il Medeghino fece ritirare in segreto i suoi uomini da Morbegno: inizialmente lo sganciamento procedette come una manovra da manuale, ma successivamente i mussiani furono scoperti ed agganciati dagli elvetici e costretti ad una precipitosa ritirata fino alle navi che li attendevano in cima al lago.
Mentre grigioni e svizzeri attaccavano Porlezza, le Tre Pievi e assediavano Musso, il Duca si convinceva ad attaccare il Medeghino e ad allearsi con Zwingli e i protestanti.
Il 7 maggio fu stipulata una formale alleanza, molto sbilanciata però a favore degli elvetici, che, consapevoli di non essere particolarmente abili nella guerra d'assedio, addossavano molte delle responsabilità e dei costi della guerra al Ducato di Milano.
In base al trattato, infatti, il Duca si impegnava a pagare 1200 elvetici e 500 grigioni, mentre gli svizzeri avrebbero provveduto a loro spese al pagamento di altri 800 soldati, più un contingente non quantificato (in genere sui 300 uomini) di grigioni, il Duca inoltre si impegnava a provvedere alle artiglierie (il Duca disponeva di un ottimo parco d'assedio), alla flotta lacuale (che richiedeva anche 1200 uomini inclusi i vogatori), e a mettere in campo un esercito sufficiente (non furono mai più di 4000 fanti e una compagnia di cavalleggeri, di solito però sotto i 2000 uomini).
Il trattato inoltre stabiliva che il Duca avrebbe ceduto tutti i suoi diritti sulla Valtellina e la Valchiavenna ai grigioni (le Tre Pievi e Colico sarebbero invece tornati sotto il suo controllo a guerra conclusa); anche la Valsolda (sottratta nel 1528 dal Medeghino alla confederazione) sarebbe stata restituita al Ducato di Milano. Queste concessioni territoriali crearono fortissimo imbarazzo nell'arciduca Ferdinando e in Carlo V, che speravano di conservare i diritti imperiali sulla Valtellina.
La guerra quindi cambiò fronte e obbiettivi, i ducali riconquistarono rapidamente Domodossola (la cui guarnigione mussiana era ridotta a meno di 24 persone), e iniziarono le operazioni in Brianza.
Dal 6 giugno al 3 luglio la fortezza di Monguzzo (principale fortificazione mussiana in Brianza) fu sottoposta ad un durissimo e sanguinoso assedio, la guarnigione riuscì però a sfuggire prima di essere obbligata alla resa (pare passando per le trincee d'assedio mal guardate dai fanti grigioni).
Nel frattempo la flotta del Medeghino sconfisse più volte quella ducale in scaramucce e battaglie, cui presero parte anche imbarcazioni notevoli, armate con pezzi in caccia da 40 e 50 libbre, mentre gli svizzeri che assediavano Musso venivano continuamente molestati da sortite (in una delle quali persero tutta la loro già scarsa artiglieria e buona parte delle polveri).
Il Medeghino però non riuscì a trovare alleati, né a coinvolgere gli svizzeri cattolici nel conflitto (era nel frattempo scoppiata la seconda guerra di Kappel, che vide la vittoria cattolica il 20 novembre 1531), anzi presto anche Lecco fu posta in stato di assedio dai colonnelli ducali Alessandro Gonzaga (già vincitore di Monguzzo) e il colonnello Speciano (con un campo a Mandello che doveva spezzare le comunicazioni tra Musso e Lecco); l'assedio di Musso ricadeva invece nelle competenze dello zurighese colonnello Von Ahn. Coordinava il tutto il "viceduca" Bentivoglio.
Il Medeghino fece dei veri e propri miracoli difensivi, tanto che, malgrado le sue truppe fossero sempre meno numerose, riuscì più volte ad organizzare sortite notturne che determinarono lo sbandamento dei campi d'assedio di Lecco e Musso. Particolarmente celebri quelle dell'8 e del 9 febbraio 1532, nel primo con solo 100 uomini riuscì a catturare il Gonzaga e a porre in fuga i suoi 1200 soldati, nel secondo costrinse alla ritirata il von Ahn e determinò la fuga di tutto il contingente grigione.
Il 13 febbraio 1532 il Duca riuscì a catturare Gio. Angelo de'Medici (futuro Papa Pio IV) e a costringere il Marchese di Musso alle trattative.
Queste furono facilitate dal fatto che tutti i contendenti erano stremati; in particolar modo i Grigioni, che avevano cominciato il conflitto, se ne stavano disinteressando, creando non pochi malumori verso i confederali. Il 16 marzo fu firmata una tregua, ed il 1º marzo 1532 si arrivò ad un trattato. Il Medeghino cedeva le sue fortezze (con l'onore delle armi) ed in cambio riceveva 35 000 scudi, una rendita annua di 1000 scudi, il titolo e la giurisdizione di Marchese di Melegnano, la grazia per lui e i suoi da ogni reato.
Questo trattato era completamente a carico del Duca, che ne usciva molto male, gli svizzeri ottennero la distruzione del castello di Musso e la promessa ducale di non ricostruirlo più. Il Medeghino, lasciato il suo nido alpino, si diresse invece in Piemonte, dove cominciò una delle più notevoli carriere di mercenario internazionale del XVI secolo.